# Hakkin no yoake
Hakkin no yoake (白金の夜明け) è un album in studio del girl group giapponese Momoiro Clover Z, pubblicato in Giappone nel 2016. Il disco è uscito in contemporanea con un altro album dal titolo Amaranthus.

## Tracce
1. Ko no A, Hajimari no Z (Prologue) (個のA、始まりのZ -prologue-) – 2:32
2. Tōgenkyō (桃源郷) – 4:42
3. Hakkin no Yoake (白金の夜明け) – 6:08
4. Mahoro Vacation (マホロバケーション; Mahoro Bakēshon) – 4:30
5. Yume no Ukiyo ni Saite Mi na ((with Kiss) (夢の浮世に咲いてみな) – 4:41
6. Rock the Boat (ROCK THE BOAT) – 3:06
7. Kibō no Mukō e (希望の向こうへ) – 5:17
8. Country Rose (Toki no Tabibito) (カントリーローズ -時の旅人- Kantorī Rōzu -Toki no Tabibito-) – 5:29
9. Imagination (イマジネーション Imajinēshon) – 4:40
10. Moon Pride (MOON PRIDE) – 3:42
11. "Z" no Chikai (『Z』の誓い) – 4:50
12. Ai o Tsugu Mono (愛を継ぐもの) – 4:06
13. Mokkuro Minaru Hate (もっ黒ニナル果て) – 4:06
14. Momoiro Sora (桃色空) – 5:38